# 佐亞 (特拉華州)
佐亞（英語：Zoar）是位於美國特拉華州蘇塞克斯縣的一個非建制地區。該地的面積和人口皆未知。

## 地理
佐亞的座標為38°38′49″N 75°17′50″W / 38.64694°N 75.29722°W，而該地的平均海拔高度為10米（即33英尺）。